# Oreotrochilus
Az Oreotrochilus, magyarul tündérkolibrik a madarak osztályának sarlósfecske-alakúak (Apodiformes) rendjébe és a kolibrifélék (Trochilidae) családjába tartozó nem.

## Rendszerezésük
A nemet John Gould angol ornitológus írta le 1847-ben, az alábbi 5 vagy 6 faj tartozik ide:
- ékfarkú tündérkolibri (Oreotrochilus adela)
- csillagos tündérkolibri (Oreotrochilus estella)
- csimborázói tündérkolibri (Oreotrochilus chimborazo)
- feketehasú tündérkolibri (Oreotrochilus melanogaster)
- fehéroldalú tündérkolibri (Oreotrochilus leucopleurus)
- kéktorkú tündérkolibri (Oreotrochilus cyanolaemus)[3]

## Előfordulásuk
Dél-Amerika területén honosak, az Andok magasabb pontjain élnek.

## Megjelenésük
Bírniuk kell a hidegebb időt, ezért csőrük töve és csüdjük tollas. A fedőtollaik merevebbek, mint a többi kolibrinál.

## Életmódjuk
Nem a virág előtt lebegve táplálkoznak, mint a átlag kolibrifajok, hanem azon megkapaszkodva.